# Rafnia humilis
Rafnia humilis är en ärtväxtart som beskrevs av Christian Friedrich Frederik Ecklon och Carl Ludwig Philipp Zeyher. Rafnia humilis ingår i släktet Rafnia och familjen ärtväxter. Inga underarter finns listade i Catalogue of Life.